# Noord-Hoflandsche molen
De Noord-Hoflandsche Poldermolen was een molen van het type grondzeiler in Voorschoten.
De molen werd in 1703 gebouwd om de Noord-Hoflandsche polder te bemalen.
In 1934 werd de bemaling van de polder overgenomen door een elektrisch gemaal en werd de molen afgebroken.